# فرط الاستغلال
فرط الاستغلال أو الاستغلال المفرط ويسمى أيضاً الحصاد المفرط، (بالإنجليزية: Overexploitation)‏ هو مصطلح يشير إلى جني موارد متجددة لتصل حد التناقص. يمكن لاستمرار الاستغلال المفرط أن يؤدي إلى تدمير المورد. ينطبق المصطلح على الموارد الطبيعية مثل: النباتات الطبية البرية، والمراعي، والطرائد، والمخزون السمكي، والغابات، وطبقات المياه الجوفية.
في علم البيئة، يُعتبر الاستغلال المفرط أحد الأنشطة الرئيسية الخمسة التي تُهدّد التنوع الحيويّ العالميّ. يستخدم علماء البيئة المصطلح لوصف الجماعات الأحيائية التي  تُجنى بمعدل غير مستدام، آخذين معدلات الموت الطبيعي وقدراتهم على التكاثر والإنجاب بعين الاعتبار. يمكن لهذا أن يؤدي إلى الانقراض على مستوى الجماعات الأحيائية وحتى أيضاً انقراض أنواع بأكملها. في علم الحفظ الحيوي، يُستخدم المصطلح عادة في سياق النشاط الاقتصادي البشري الذي ينطوي على استهلاك الموارد الحيوية، أو الكائنات الحية، بأعداد أكبر من قدرة أفرادها على التحمل. يُستخدم المصطلح بشكل مختلف بعض الشيء في مصايد الأسماك، وعلم المياه وإدارة الموارد الطبيعية.
يمكن أن يؤدي الاستغلال المفرط إلى تدمير الموارد، بما في ذلك الانقراض. مع ذلك، من الممكن أيضاً أن يكون الاستغلال المفرط مُستداماً، كما هو موضح أدناه في قسم مصايد الأسماك. بالنسبة لصيد الأسماك، يمكن استخدام مصطلح الإفراط في صيد الأسماك بدلاً من الاستغلال المفرط، والإفراط في إدارة المراعي، وإدارة الغابات، وإدارة المياه الجوفية، والأنواع المعرضة للانقراض في مراقبة الأنواع. لا يُعتبر الاستغلال المفرط نشاطاُ يقتصر على البشر فقط. يمكن للحيوانات المفترسة منها والعاشبة، على سبيل المثال، أن تستغل النباتات والحيوانات المحلية بشكل مفرط.

## نظرة تاريخية
نشأ القلق بشأن الاستغلال المفرط من مدة قريبة نسبياً، رغم أن الاستغلال المفرط بحد ذاته لا يُعتبر ظاهرة جديدة، وقد لُوحظ منذ آلاف السنين. على سبيل المثال، كانت الأثواب الاحتفالية التي يرتديها ملوك هاواي مصنوعة من ريش طائر المامو؛ إذ تتطلب صناعة عباءة واحدة منها استخدام الريش من 70000 طائر من هذه الأنواع التي قد انقرضت الآن. يُعدّ طائر الدودو، الطائر الذي لا يطير من موريشيوس، مثالاً آخر عن الاستغلال المفرط. بالإضافة إلى العديد من أنواع الكائنات التي تعيش على الجزر، والتي سمحت للإنسان بالاقتراب منها ثم بدأ بقتلها بسهولة.
منذ وقت بعيد، اعتُبر الصيد نشاطاً مهماً يقوم به الإنسان كوسيلة للحفاظ على حياته. وهناك تاريخ كامل عن الصيد المُفرط باعتباره شكلاً من أشكال الاستغلال المفرط . تُبين فرضية الانقراض الجماعي «حادثة الانقراض الرباعي» سبب انقراض الحيوانات الضخمة في غضون فترة زمنية قصيرة نسبياً. يمكن إلحاق ذلك مع هجرة البشر. والدليل الأكثر إقناعاً لتلك الفرضية هو أن 80٪ من أنواع الثدييات الكبيرة في أمريكا الشمالية اختفت خلال 1000 عام بعد وصول البشر إلى قارات نصف الكرة الغربي. سُجلت أسرع حادثة انقراض للحيوانات الضخمة في نيوزيلندا، إذ بحلول عام 1500 بعد الميلاد، أي بعد 200 عام فقط من استيطان البشر على الجزر، اصطاد سكان الماوري عشرة أنواع من طيور الموا العملاقة، ما أدّى لانقراضها لاحقاً. حدثت موجة ثانية من الانقراض في وقت لاحق تزامنت مع وصول البشر إلى أوروبا.
في الآونة الأخيرة، أدى الاستغلال المفرط إلى ظهور مفاهيم الاستدامة والتنمية المُستدامة بشكل تدريجي، والتي بدورها بُنيت على مفاهيم أخرى، مثل العائد المُستدام، والتنمية البيئية، وعلم البيئة العميق.

## لمحة عامة
ليس من الضروري أن يؤدي الاستغلال المفرط إلى تدمير الموارد، أيضًا فليس من الضروري أن يكون مُستداماً. ومع ذلك، يمكن أن يؤدي استنفاد أرقام أو كميات الموارد إلى حدوث تغييرات في نوعيتها. على سبيل المثال، شجرة ساريب مستدير الأوراق هي شجرة نخيل برّية موجودة في جنوب شرق آسيا. تُستخدم أوراقها في صناعة القش وأوراق تغليف الطعام، وأدّى الإفراط في اقتطافها إلى صغر حجم الورقة.

## موارد المياه
عادةً ما تكون الموارد المائية، مثل البحيرات ومياه الطبقة الجوفية، موارد قابلة للتجدّد والتي تستطيع إعادة ملء خزاناتها بشكل طبيعي (يُستخدم مصطلح المياه الأحفورية أحياناً لوصف طبقات المياه الجوفية التي لا تستطيع إعادة شحن خزانها بنفسها). يحدث الاستغلال المفرط في حال استخراج مورد للمياه، مثل حوض خزان أوجالا الجوفي، بمعدل يفوق معدل إعادة الشحن، أي بمعدل يتجاوز العائد المستدام العملي. تحدث عملية إعادة شحن الخزان عادةً عن طريق الجداول المائية والأنهار والبحيرات. يُقال عن طبقة المياه الجوفية التي تُستغل بشكل مفرط بأنها تعرضت للسحب الزائد أو الجفاف. تساهم الغابات في إعادة شحن خزان المياه الجوفية في بعض المناطق، وعلى الرغم من أن الغابات بشكل عام تُعتبر مصدراً رئيسياً لجفاف طبقة المياه الجوفية. يمكن أن تتلوث طبقات المياه الجوفية التي تعرضت للجفاف بملوثات مثل النترات، أو قد تتضرر بشكل دائم عن طريق تسرب المياه المالحة إليها من المحيط.
هذا يحوّل الكثير من المياه الجوفية والبحيرات في العالم إلى موارد محدودة العطاء، ضمن مناقشات حول استخدامها تُشبه قُمم مناقشات استخدام النفط. تتركز هذه المناقشات عادةً حول الزراعة واستخدام المياه في الضواحي السكنيّة. لكن يجب التذكير بأن توليد الكهرباء عن طريق الطاقة النووية أو تعدين الفحم ورمال القطران يتطلب استخدام موارد مائية بكميات كبيرة. تُطّبق نظرية قمة هوبرت المُعدّلة على أي مورد يمكن استغلاله أسرع ممّا يمكن استبداله. على الرغم من أن نظرية هوبرت الأصلية لم تُطّبق على الموارد المتجددة، فالإفراط في استغلالها قد يؤدي إلى ذروة تشبه قمة هوبرت. وقد أدى هذا إلى نشوء مفهوم ذروة الماء.

## موارد الغابة

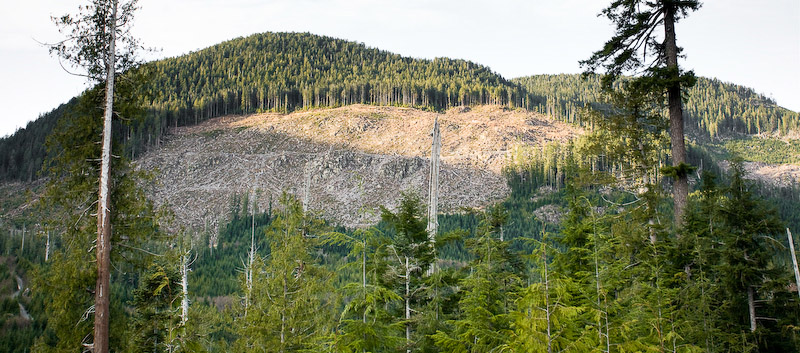
قطع أشجار الغابات القديمة في كندا.

تُستغلّ الغابات بشكل مفرط من خلال قطع الأشجار بمعدل يفوق معدلات عملية إعادة التحريج. تتنافس عمليات إعادة التحريج مع طرق أخرى لاستخدام الأراضي مثل إنتاج الغذاء ورعي الماشية وتوفير مساحة خاصة للمزيد من النمو الاقتصادي. أخذ استغلال منتجات الغابة، من بينها أخشاب البناء وحطب الوقود، دوراً رئيسياً في المجتمعات البشرية، مقارنة بدور المياه والأراضي القابلة للزراعة. اليوم، تواصل البلدان المتقدمة استخدام الأخشاب لبناء المنازل ولُبّ الخشب لصناعة الورق. يعتمد ما يقارب ثلاثة مليارات شخص من سكان البلدان النامية، على الخشب لاستخدامه في التدفئة والطهي. أدّى كل من المكاسب الاقتصادية قصيرة الأمد التي جُنيت عن طريق إزالة الغابات وتحويلها إلى مناطق زراعية، والإفراط في استغلال المنتجات الخشبية، إلى فقدان الدخل طويل الأمد والإنتاجية البيولوجية على المدى الطويل. شهدت غرب إفريقيا ومدغشقر وجنوب شرق آسيا والعديد من المناطق الأخرى انخفاضاً في إيراداتها بسبب الاستغلال المفرط وما يترتب على ذلك من انخفاض معدل الأخشاب التي تُقطع.

## التنوع الحيوي
يٌعتبر الاستغلال المفرط هو أحد الأسباب الرئيسية في تهديد التنوع البيولوجي العالمي. تشمل التهديدات الأخرى التلوث وأنواع الكائنات المُستقدمة والاجتياحية وتجزؤ الموطن وتدمير البيئة والتهجين والاحتباس الحراري وزيادة حموضة المحيطات، إذ يُعتبر السبب من وراء العديد من هذه هو الزيادة السكانية البشرية (الانفجار السكاني).
واحدة من القضايا الصحية الرئيسية المرتبطة بالتنوع الحيوي هي اكتشاف الأدوية وتوافر الموارد الطبية. جزءٌ كبيرٌ من هذه الأدوية هو منتجات طبيعية مشتقة بشكل مباشر أو غير مباشر من مصادر حيوية. تلعب النُظم البيئية البحرية دوراً هاماً في هذا الموضوع. ومع ذلك، فإن التنقيب الحيوي غير المنظم وغير الملائم يمكن أن يؤدي إلى الاستغلال المفرط وتدهور النظام البيئي وفقدان التنوع الحيوي.